# Colotis hetaera
Colotis hetaera is een vlindersoort uit de familie van de Pieridae (witjes), onderfamilie Pierinae.
Colotis hetaera werd in 1871 beschreven door Gerstäcker.